# Montcornet (Ardennes)
Pour les articles homonymes, voir Montcornet.
Montcornet, également appelée Montcornet-en-Ardenne, est une commune française, située dans le département des Ardennes en région Grand Est.

## Géographie

### Localisation
|        | Sécheval   |         |
| Renwez | Montcornet | Damouzy |
| Cliron |            | Arreux  |

Quelques étangs alimentés par le ru de la Magdelaine.

### Hydrographie
La commune est dans le bassin versant de la Meuse au sein du bassin Rhin-Meuse. Elle est drainée par le ruisseau de la Butte, le ruisseau du Fond d'Arreux, le ruisseau du Cuviseau et le ru Maillard,.

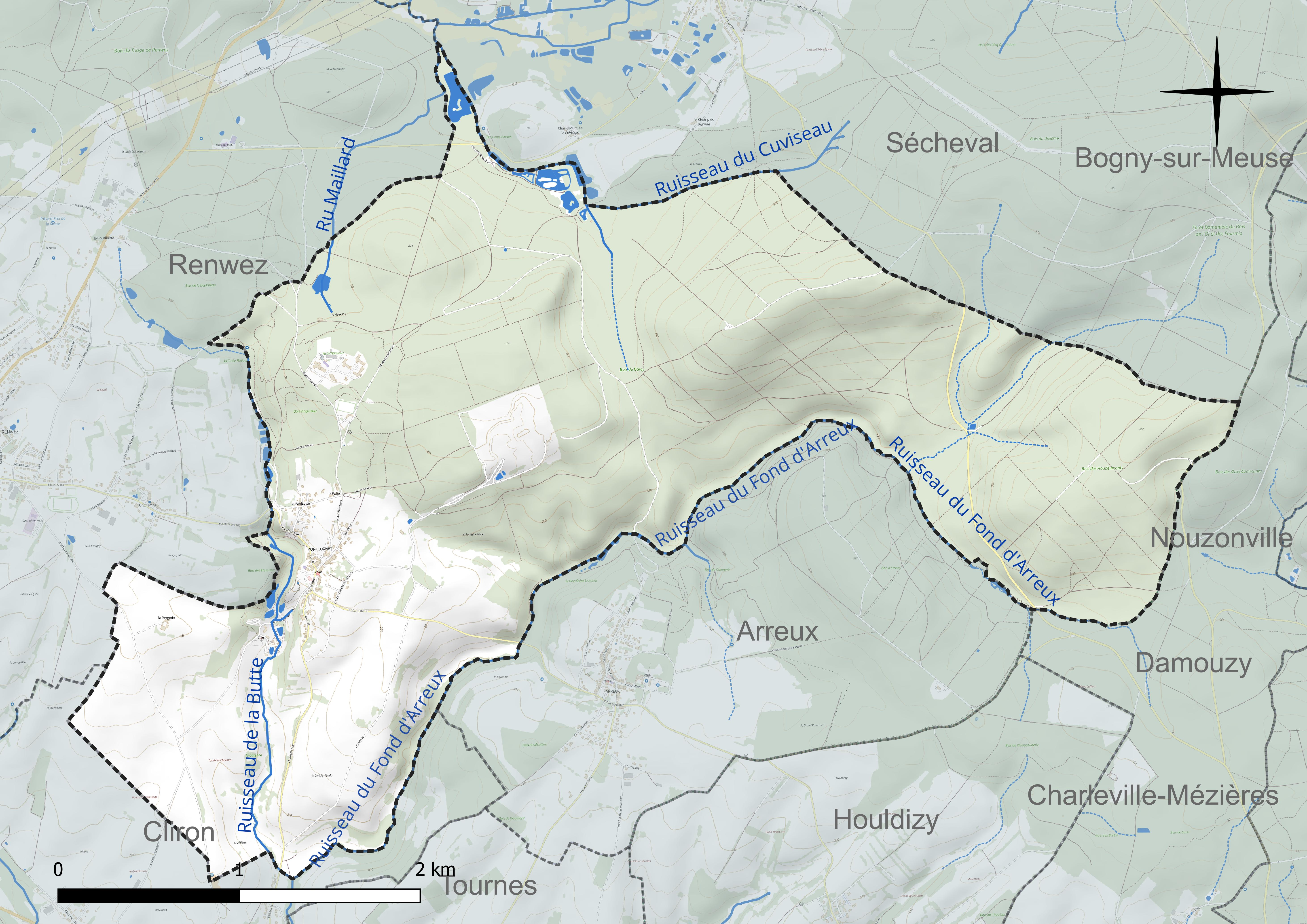
Réseau hydrographique de Montcornet.

### Climat
Pour des articles plus généraux, voir Climat du Grand Est et Climat des Ardennes.
En 2010, le climat de la commune est de type climat de montagne, selon une étude du Centre national de la recherche scientifique s'appuyant sur une série de données couvrant la période 1971-2000. En 2020, Météo-France publie une typologie des climats de la France métropolitaine dans laquelle la commune est exposée à un climat océanique altéré et est dans la région climatique Lorraine, plateau de Langres, Morvan, caractérisée par un hiver rude (1,5 °C), des vents modérés et des brouillards fréquents en automne et hiver.
Pour la période 1971-2000, la température annuelle moyenne est de 9,3 °C, avec une amplitude thermique annuelle de 14,9 °C. Le cumul annuel moyen de précipitations est de 1 046 mm, avec 13,9 jours de précipitations en janvier et 10,2 jours en juillet. Pour la période 1991-2020, la température moyenne annuelle observée sur la station météorologique de Météo-France la plus proche, « Charleville-Méz. », sur la commune de Charleville-Mézières à 9 km à vol d'oiseau, est de 9,9 °C et le cumul annuel moyen de précipitations est de 928,4 mm. 
La température maximale relevée sur cette station est de 39,2 °C, atteinte le 25 juillet 2019 ; la température minimale est de −17,5 °C, atteinte le 1er janvier 1997,,.
Les paramètres climatiques de la commune ont été estimés pour le milieu du siècle (2041-2070) selon différents scénarios d'émission de gaz à effet de serre à partir des nouvelles projections climatiques de référence DRIAS-2020. Ils sont consultables sur un site dédié publié par Météo-France en novembre 2022.

## Urbanisme

### Typologie
Au 1er janvier 2024, Montcornet est catégorisée commune rurale à habitat dispersé, selon la nouvelle grille communale de densité à 7 niveaux définie par l'Insee en 2022.
Elle est située hors unité urbaine. Par ailleurs la commune fait partie de l'aire d'attraction de Charleville-Mézières, dont elle est une commune de la couronne,. Cette aire, qui regroupe 132 communes, est catégorisée dans les aires de 50 000 à moins de 200 000 habitants,.

### Occupation des sols
L'occupation des sols de la commune, telle qu'elle ressort de la base de données européenne d’occupation biophysique des sols Corine Land Cover (CLC), est marquée par l'importance des forêts et milieux semi-naturels (70 % en 2018), en diminution par rapport à 1990 (71,8 %). La répartition détaillée en 2018 est la suivante : 
forêts (70 %), prairies (13,6 %), terres arables (10,2 %), zones urbanisées (2,3 %), mines, décharges et chantiers (2,2 %), zones agricoles hétérogènes (1,8 %). L'évolution de l’occupation des sols de la commune et de ses infrastructures peut être observée sur les différentes représentations cartographiques du territoire : la carte de Cassini (XVIIIe siècle), la carte d'état-major (1820-1866) et les cartes ou photos aériennes de l'IGN pour la période actuelle (1950 à aujourd'hui).

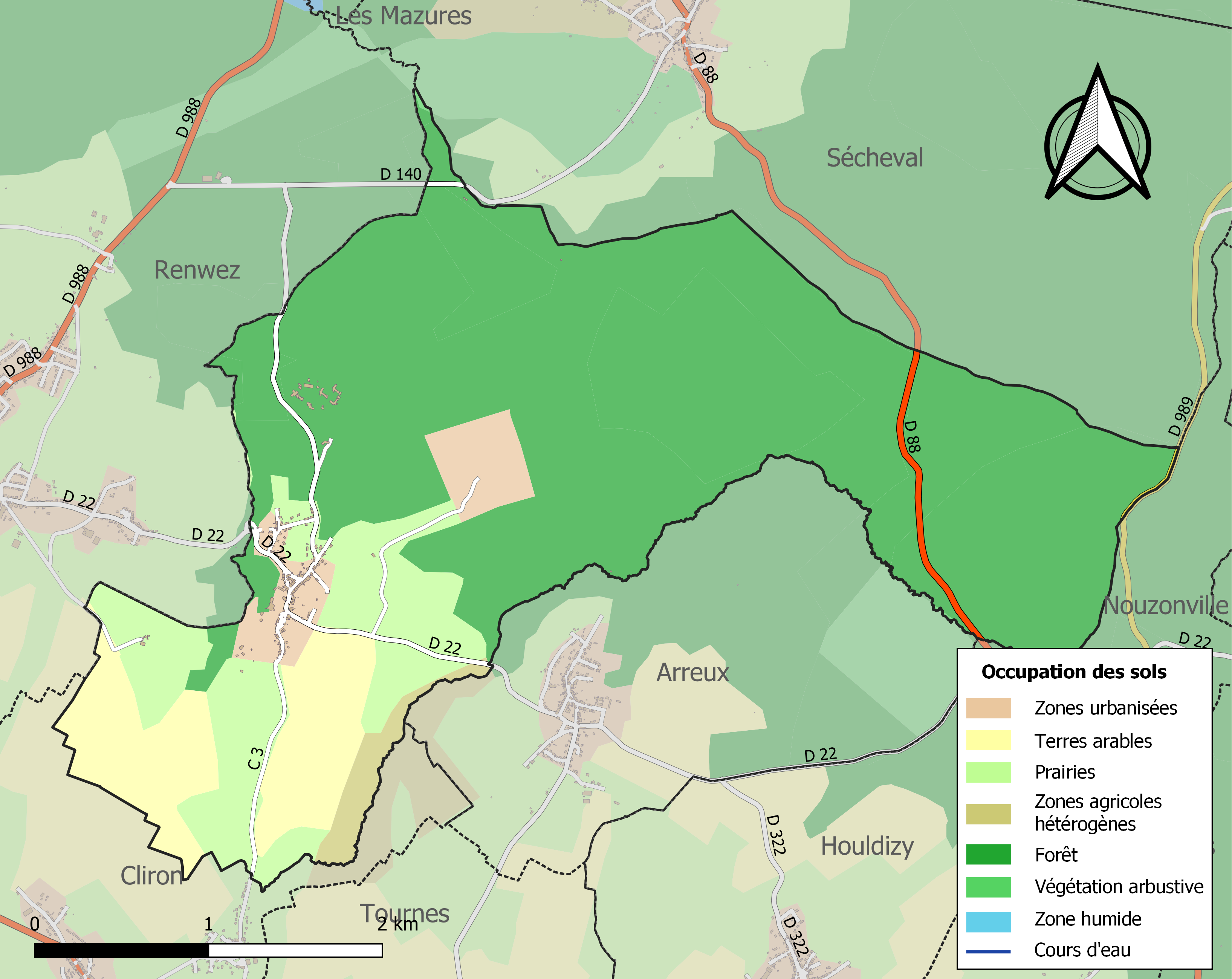
Carte des infrastructures et de l'occupation des sols de la commune en 2018 (CLC).

## Histoire
En 1973, la commune de Montcornet et celle de Cliron ont fusionné pour former la commune de Montcornet-en-Ardenne. En 1989, les communes constituantes ont été rétablies.

## Politique et administration
| Période                                  | Période                   | Identité                                    | Étiquette | Qualité |
| ---------------------------------------- | ------------------------- | ------------------------------------------- | --------- | --- |
| Les données manquantes sont à compléter. |                           |                                             |           | |
| mars 2001                                | En cours (au 25 mai 2020) | Régis Depaix Réélu pour le mandat 2020-2026 | UMP-LR    | Réélu pour le mandat 2014-2020 Cadre Président de l'Association des maires des Ardennes Président de la communauté de communes |

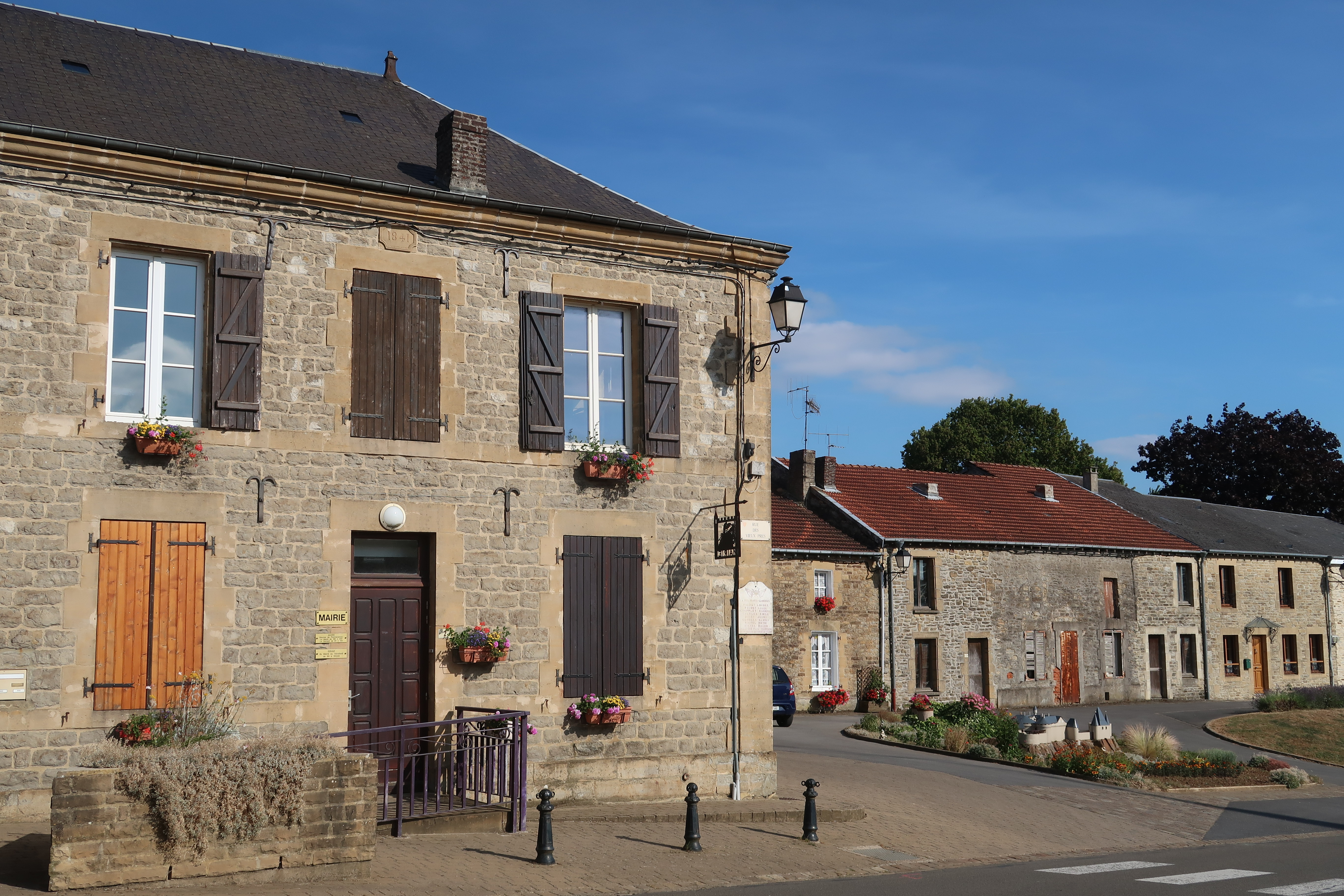
Mairie.

Montcornet  a adhéré à la charte du parc naturel régional des Ardennes, à sa création en décembre 2011.

## Population et société

### Démographie
L'évolution du nombre d'habitants est connue à travers les recensements de la population effectués dans la commune depuis 1793. Pour les communes de moins de 10 000 habitants, une enquête de recensement portant sur toute la population est réalisée tous les cinq ans, les populations de référence des années intermédiaires étant quant à elles estimées par interpolation ou extrapolation. Pour la commune, le premier recensement exhaustif entrant dans le cadre du nouveau dispositif a été réalisé en 2004.

En 2022, la commune comptait 299 habitants, en évolution de +0,67 % par rapport à 2016 (Ardennes : −2,97 %, France hors Mayotte : +2,11 %).
| 1793 | 1800 | 1806 | 1821 | 1831 | 1836 | 1841 | 1846 | 1851 |
| ---- | ---- | ---- | ---- | ---- | ---- | ---- | ---- | ---- |
| 295  | 334  | 350  | 328  | 341  | 336  | 357  | 358  | 354  |

| 1866 | 1872 | 1876 | 1881 | 1886 | 1891 | 1896 | 1901 | 1906 |
| ---- | ---- | ---- | ---- | ---- | ---- | ---- | ---- | ---- |
| 310  | 280  | 295  | 290  | 275  | 231  | 210  | 208  | 190  |

| 1911 | 1921 | 1926 | 1931 | 1936 | 1946 | 1954 | 1962 | 1968 |
| ---- | ---- | ---- | ---- | ---- | ---- | ---- | ---- | ---- |
| 184  | 166  | 185  | 178  | 168  | 167  | 175  | 221  | 230  |

| 1990 | 1999 | 2004 | 2006 | 2009 | 2014 | 2019 | 2022 | - |
| ---- | ---- | ---- | ---- | ---- | ---- | ---- | ---- | - |
| 214  | 218  | 226  | 231  | 285  | 302  | 299  | 299  | - |

## Culture locale et patrimoine

### Lieux et monuments
- Château de Montcornet : château du XIIe siècle reconstitué suivant les plans du XVe siècle riche en architecture militaire. L'édifice est inscrit au titre des monuments historiques en 1926[20] ;
- Église Sainte-Madeleine du xviiie siècle ; elle contient un mobilier de la même époque[21] ;
- Chapelle Sainte-Marie-Madeleine remontant au début du xive siècle[22].

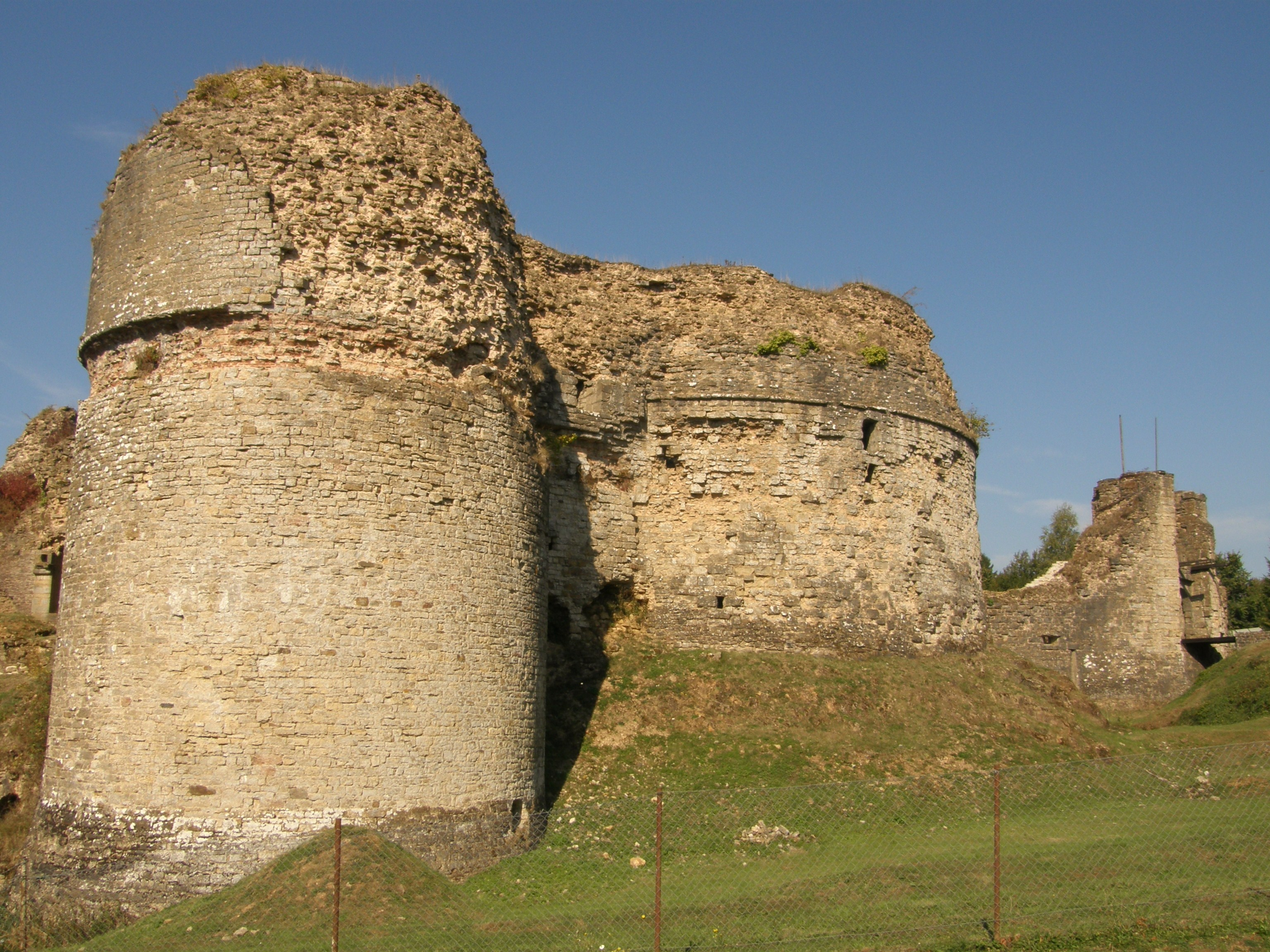
Château.
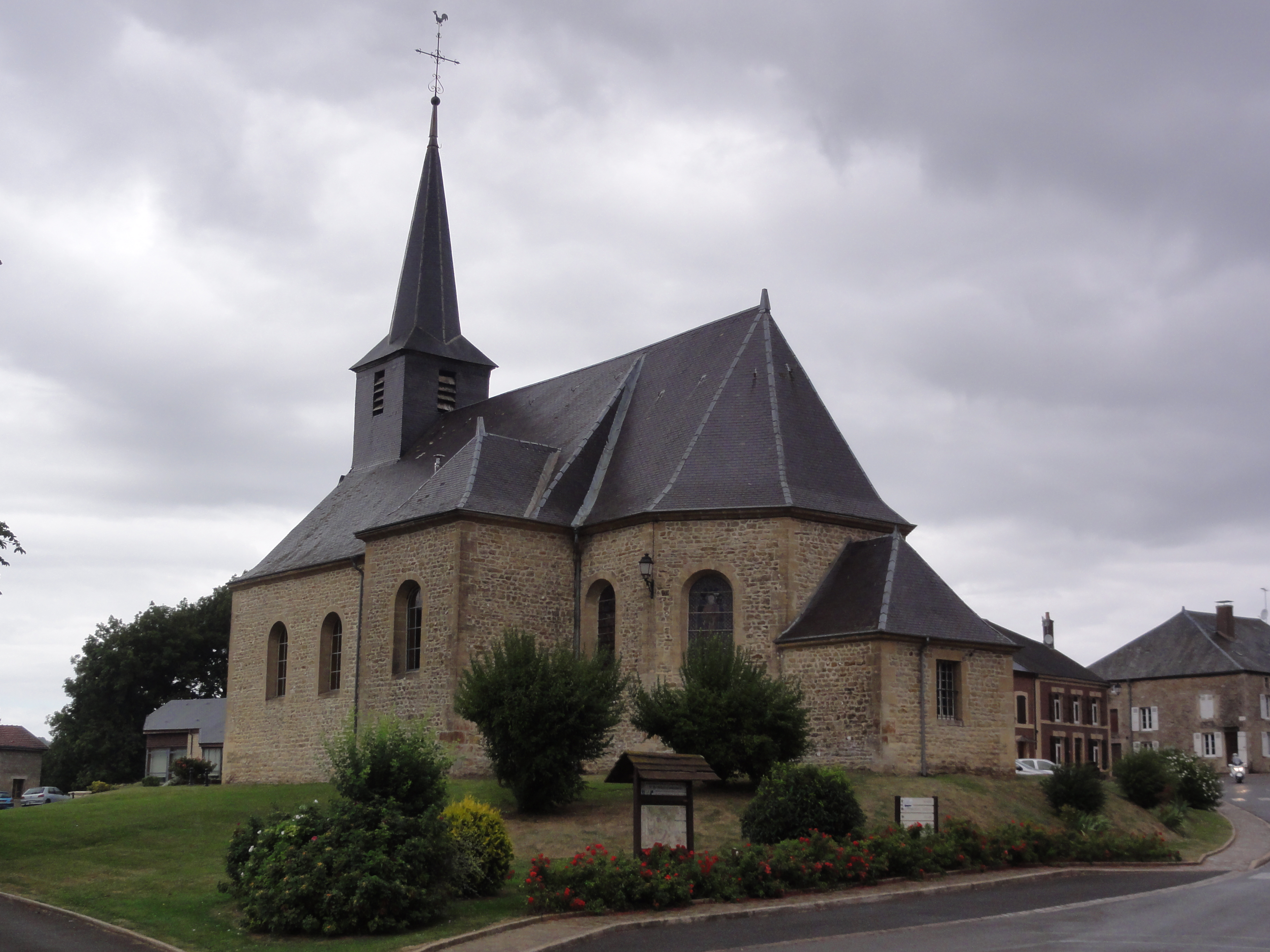
Église.
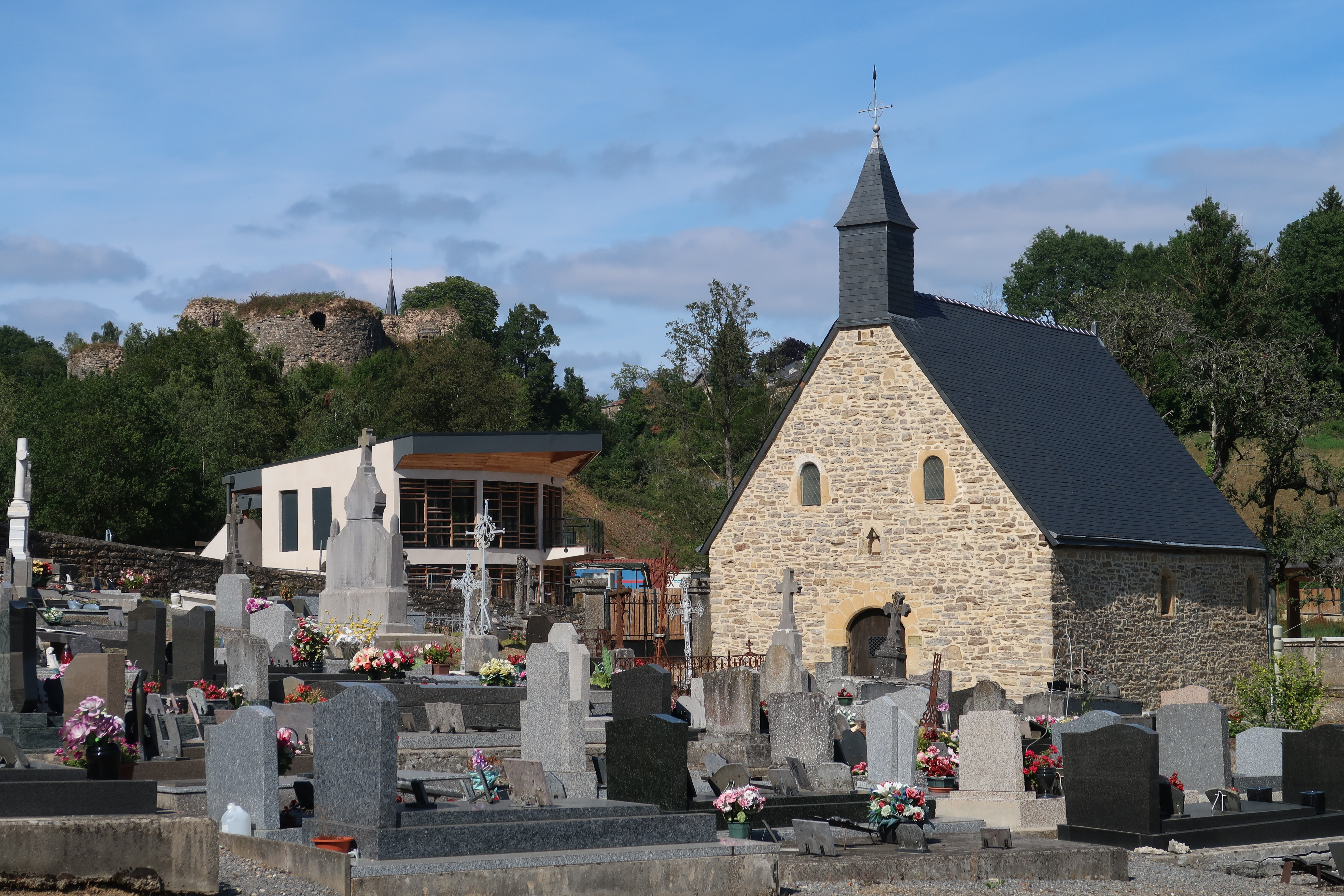
Chapelle.
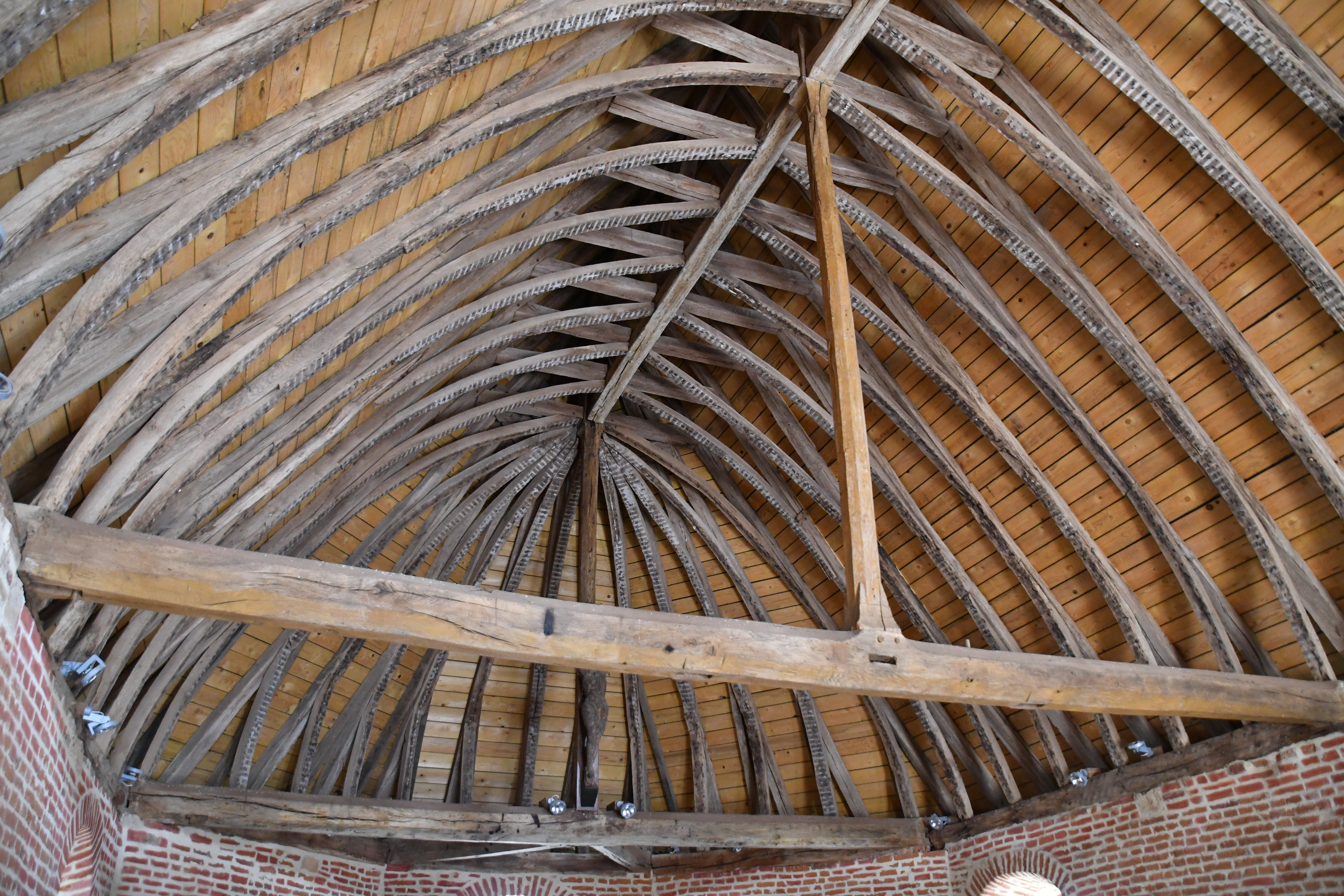
Vaisseau de la chapelle Marie-Madeleine

### Personnalités liées à la commune
- Famille de Croÿ : famille liée à l'histoire du château de Montcornet.

### Héraldique
| Armes de Montcornet | Les armes de Montcornet se blasonnent ainsi : De gueules aux six vergettes d’or. |